# Episodi di Mythic Quest (seconda stagione)
La seconda stagione della serie televisiva Mythic Quest è stata distribuita settimanalmente sulla piattaforma di video on demand Apple TV+ dal 7 maggio 2021, in tutti i paesi in cui il servizio è disponibile.
| nº | Titolo originale | Titolo italiano  | Pubblicazione  |
| -- | ---------------- | ---------------- | -------------- |
| 1  | Titans' Rift     | Lotta tra Titani | 7 maggio 2021  |
| 2  | Grouchy Goat     | Capra Odiosa     | 7 maggio 2021  |
| 3  | #YumYum          | #GnamGnam        | 14 maggio 2021 |
| 4  | Breaking Brad    | Brad imbruttito  | 21 maggio 2021 |
| 5  | Please Sign Here | Firmare, prego.  | 28 maggio 2021 |
| 6  | Backstory!       | Antefatto        | 4 giugno 2021  |
| 7  | Peter            | Peter            | 11 giugno 2021 |
| 8  | Juice Box        | Succo di frutta  | 18 giugno 2021 |
| 9  | TBD              | Da definire      | 25 giugno 2021 |

## Lotta tra Titani
- Titolo originale: Titan's Rift
- Diretto da: Pete Chatmon
- Scritto da: Megan Ganz e David Hornsby e Rob McElhenney

### Trama
Ian si prende una settimana di pausa e lascia Poppy a lavorare alla nuova espansione del gioco. Poppi non riesce a trovare un nome per l'espansione e inizia a fare sogni erotici su Ian; durante uno di questi sogni ha l'idea per il titolo: Lotta tra Titani. Dana e Rachel rivelano i propri sentimenti l'una all'altra e si baciano. Jo lascia David e va a lavorare per Brad.  

## Capra Odiosa
- Titolo originale: Grouchy Goat
- Diretto da: Pete Chatmon
- Scritto da: Megan Ganz e David Hornsby e Rob McElhenney

### Trama
Brad incarica Dana e Rachel di ideare un nuovo gioco mobile per aumentare il fatturato e assegna a Jo il ruolo di produttrice. C.W. cerca di aiutarle a ideare una storia per il gioco, ma Brad rifiuta subito le loro idee. Ian e Poppy iniziano a lavorare alla nuova espansione insieme al team artistico, ma Poppi non riesce a essere una vera leader. Per aiutarla ad acquistare maggiore sicurezza, Ian e David la incaricano di parlare a una conferenza sulle donne nel mondo videludico.